# Mesasigone mira
Genre
Espèce
Synonymes
- Meioneta beijianensis Song, Zhou & Wang, 1989

Mesasigone mira, unique représentant du genre Mesasigone, est une espèce d'araignées aranéomorphes de la famille des Linyphiidae.

## Distribution
Cette espèce se rencontre en Russie, en Iran, en Asie centrale et en Chine.

## Description
Le mâle holotype mesure 1,75 mm et la femelle paratype 1,88 mm.

## Publication originale
- Tanasevitch, 1989 : The linyphiid spiders of Middle Asia (Arachnida: Araneae: Linyphiidae). Senckenbergiana Biologica, vol. 69, p. 83-176.